# Tomohon
Tomohon (Indonesisch: Kota Tomohon) is een stad en gemeente op het Indonesische eiland Sulawesi. Het betreft een tamelijk nieuwe stad in de provincie Noord-Sulawesi. Tomohon ligt op een hoogte van 927 meter en maakt deel uit van het gebied van de Minahasa, een christelijke bevolkingsgroep op Noord-Sulawesi.
De stad staat bekend om zijn bloemkwekerijen aan huis, fabricage van houten huizen, palmsuikerproductie en tuinbouw.
Ook is het een centrum van christelijke activiteiten en een studentenstad. 
Verder is er een plaatselijk tv-station (TV 5 Dimensi) met een bereik van 2,5 miljoen mensen in Noord-Sulawesi.
Dicht bij Tomohon liggen de vulkanen Lokon (1.580 meter) en Empung (1.340 meter). Beide zijn nog steeds actief.

## Geboren
- Marie Louis Willem Schoch (1911-2008), Nederlands (jeugd)predikant en omroepvoorzitter